# Chthonius pieltaini
Chthonius pieltaini är en spindeldjursart som beskrevs av Beier 1930. Chthonius pieltaini ingår i släktet Chthonius och familjen käkklokrypare. Inga underarter finns listade i Catalogue of Life.